# Zoran Živković (polityk)
Zoran Živković, cyr. Зоран Живковић (ur. 22 grudnia 1960 w Niszu) – serbski ekonomista, przedsiębiorca i polityk, burmistrz Niszu, minister spraw wewnętrznych Jugosławii (2000–2003) oraz premier Serbii (2003–2004).

## Życiorys
Ukończył studia ekonomiczne w Wyższej Szkole Ekonomicznej w Belgradzie. W drugiej połowie lat 80. zajął się prowadzeniem własnej działalności gospodarczej. W 1992 wstąpił do Partii Demokratycznej, do 1997 z jej ramienia sprawował mandat posła do Zgromadzenia Narodowego. W 1994 po raz pierwszy objął stanowisko wiceprzewodniczącego Partii Demokratycznej, do 2000 jeszcze trzykrotnie powierzano mu tę funkcję. Po wyborach lokalnych w 1996 był jednym z przywódców protestów, które wymusiły uznanie wyniku wyborów, dzięki czemu w 1997 objął urząd burmistrza Niszu, który sprawował do 2000.
W listopadzie 2000 po obaleniu Slobodana Miloševicia został federalnym ministrem spraw wewnętrznych. W marcu 2003 miał przejść na urząd ministra obrony, jednak po zamordowaniu premiera Zorana Đinđicia stanął na czele serbskiego rządu, którym kierował do marca 2004. Był też pełniącym obowiązki przewodniczącego demokratów, nowym przewodniczącym partii w 2004 został jednak Boris Tadić. Zoran Živković wycofał się z aktywnej działalności politycznej, założył organizację pozarządową, a także zajął się importem win argentyńskich i publicystyką. W 2012 po wyborze Dragana Đilasa na nowego przewodniczącego DS odszedł z partii. W 2013 założył własne ugrupowanie pod nazwą Nowa Partia, a rok później uzyskał mandat poselski z ramienia koalicji skupionej wokół Partii Demokratycznej. Utrzymał go również w kolejnych wyborach w 2016.
W 2020 na funkcji przewodniczącego Nowej Partii zastąpił go Aris Movsesijan.